# Шантек, Иван
Иван Ша́нтек (хорв. Ivan Šantek; 23 апреля 1932[…], Загреб, Савская бановина — 14 апреля 2015, Загреб) — югославский футболист, играл на позиции защитника. Серебряный призёр Олимпийских игр 1956 года.

## Биография

### Клубная карьера
Шантек начинал карьеру в клубе «Загреб», за который дебютировал в возрасте 19 лет. В составе «Загреба» Шантек отыграл пять сезонов и его игра привлекла внимание загребского «Динамо», в который он перешёл летом 1957 года. В составе этой команды Шантек отыграл шесть сезонов и в 1958 году стал чемпионом Югославии, а также в 1960 и 1963 годах выиграл два Кубка Югославии.
В 1963 году отправился в Австрию, где в течение трёх сезонов играл за инсбрукский «Ваккер». Его последним клубом в карьере стала «Тироль», в которой Шантек отыграл два сезона.

### Карьера в сборной
В составе сборной Югославии играл на Олимпиаде 1956 года, где сыграл в трёх матчах, среди которых был финал со сборной СССР. В финальном матче югославы проиграли советской сборной со счётом 1:0 и завоевали серебряную медаль.
В составе сборной Югославии был в заявке на чемпионате мира 1958 года, но на турнире не играл. Всего за сборную Югославии сыграл 6 матчей, в которых не забил ни одного мяча.

### Смерть
Скончался 14 апреля 2015 года в Загребе, не дожив девять дней до своего 83-летия, был похоронен в Горни-Врапче.

## Достижения
«Динамо» (Загреб)
- Чемпион Югославии (1) : 1957/58
- Обладатель Кубок Югославии (2) : 1959/60, 1962/63

 Югославиия
- Серебряный призёр Олимпийских игр (1): 1956